# Den Daltons auf der Spur
Den Daltons auf der Spur (frz.: Sur la piste des Dalton) ist ein Album der Comicserie Lucky Luke. Es wurde von Morris gezeichnet und von René Goscinny getextet und erschien erstmals 1960. In dieser Geschichte hat der Gefängnishund Rantanplan seinen ersten Auftritt.

## Handlung
Die Daltons sind aus dem Gefängnis ausgebrochen. Die Gefängniswärter versuchen zusammen mit dem dümmlichen Gefängnishund Rantanplan eine Verfolgung. Da die Daltons von einem Freund Lucky Lukes Pferde gestohlen haben, nimmt Luke sich nun der Aufgabe an. Derweil rauben die Daltons eine Kutsche und wollen später das Örtchen „Rightful Bend“ überfallen. Dabei fasst Lucky Luke den Anführer Joe. Da der Rest der Bande später Lucky Luke zu fassen bekommt, erwägt man einen Gefangenenaustausch. Lucky Luke kann schließlich die frei herumlaufende Bande in einer Scheune stellen.

## Veröffentlichung
Die Geschichte wurde erstmals 1960 im Magazin Spirou und 1962 bei Dupuis als Album veröffentlicht.
1967 erschien sie auf Deutsch als Fix und Foxi Super Tip Top-Heft, 1972 im Heft Primo und 1978 im Heft Zack in Fortsetzungen. 1980 erschien die Geschichte als Album bei Ehapa (Band 23).
Die Geschichte wurde 1984 für die Lucky Luke-Zeichentrickserie verfilmt.